# آيت تودينات (آيت مالك)
آيت تودينات هو دُوَّار يقع بجماعة سيدي سليمان مول الكيفان، عمالة مكناس، جهة فاس مكناس في المملكة المغربية. ينتمي الدوّار لمشيخة آيت مالك التي تضم 16 دوار. يقدر عدد سكانه بـ 133 نسمة حسب الإحصاء الرسمي للسكان والسكنى لسنة 2004.

## وصلات خارجية
- البوابة الوطنية للجماعات الترابية
- المندوبية السامية للتخطيط